# 축협동우회
축협동우회는 축산진흥 및 축산발전에 기대하고 회원상호간 친목도모와 복리증진을 목적으로 1990년 12월 27일 설립된 대한민국 농림수산식품부 소관의 사단법인이다. 사무실은 서울특별시 성동구 성수동2가 3219-84  농협 뚝섬지점2층에 있다.

## 주요 사업
- 회원의 후생복지 증진에 관한 사항
- 회원간의 친목과 상부상조에 관한 사항
- 축산진흥시책에 관한 자문 및 건의
- 축산시책에 관한 조사연구 및 홍보
- 제 용역사업(청소용역 등)